# フリーダム (沿海域戦闘艦)
フリーダム（USS Freedom, LCS-1）は、アメリカ海軍の沿海域戦闘艦（LCS）。沿海域戦闘艦のプロトタイプの1隻であり、ロッキード・マーティンによって設計されたフリーダム級沿海域戦闘艦のネームシップである。その名を持つ艦としては3隻目。

## 艦歴
艤装中の火災により就役が遅れたが、2008年9月18日に海軍によって公式に受領された。2008年11月8日にウィスコンシン州ミルウォーキーで就役し、母港はカリフォルニア州サンディエゴである。
2009年1月初旬現在、バージニア州ノーフォーク海軍基地で、運用試験を進行中である。今後投入される作戦や具体的行動海域は非公開であるが、マラッカ海峡、アラビア海などでの海上テロ、海賊対策などに用いられると考えられている（読売新聞の取材に応じた副長クリスティ・ドイル中佐による）。
2010年9月12日、南カリフォルニア沖を航行中、右舷ガスタービン主機のタービン翼飛散という重大故障を生じたことから、ディーゼル主機のみによって帰港し、修理を受けることとなった。
2021年9月29日、退役となった。